# Xerospermophilus
Xerospermophilus is een geslacht van zoogdieren uit de familie van de eekhoorns (Sciuridae). De wetenschappelijke naam van het geslacht werd in 1892 gepubliceerd door Clinton Hart Merriam.

## Soorten
Er worden 4 soorten in dit geslacht geplaatst:
- Xerospermophilus mohavensis (Merriam, 1889) - Mohavegrondeekhoorn
- Xerospermophilus perotensis (Merriam, 1893)
- Xerospermophilus spilosoma (Bennett, 1833) - Gevlekte grondeekhoorn
- Xerospermophilus tereticaudus (Baird, 1858) - Rondstaartgrondeekhoorn